# Египатски пашалук
Египатски ејалет (арап. إيالة مصر) назив је за административну јединицу Османског царства у северној Африци. Постојао је у периоду од 1517. до 1914. године. Султан Селим I освојио је Каиро јануара 1517. године након двогодишњег рата. Након избијања Првог светског рата, Египат и Османско царство нашли су се на супротстављеним странама што је искористила Британија да и званично укине османску власт у Египту.

## Настанак
Године 1515. избио је Мамелучко-турски рат. Разлог за то било је пружање помоћи египатског мамелучког султана сафавидском вођи Исмаилу I. Турски султан Селим I нанео је велики пораз египатској војсци у бици код Марџ Дабика. Дана 20. јануара 1517. године, Селим тријумфално улази у Каиро. Мамелучки султанат престао је да постоји, а његове територије прикључене су Османском царству. Од Султаната је формиран Египатски ејалет. Многи мамелучки емири задржали су своје позиције као османски вазали. Освајањем Египта у турским рукама нашао се важан поморски пут за Индију. Пад Египта задао је смртан ударац португалској трговини. Европски трговци сада су преузимали робу из Бурсе, Алепа, Каира и Цариграда. Преко Египта је вођена и трговина са Африком. Житарице, шећер, зачини и сапун из Азије, а злато и црни робови из Африке, били су основни производи који су ишли преко Египта у Европу. Египат је подељен на 12 санџака. На њиховом челу налазили су се, углавном, мамелучки емири који су били египатски вазали. Под владавином султана Сулејмана, у Египту су формирана два органа — Велики Диван и Доњи Диван, преко којих је вршена власт. Војска од 5000 јаничара обезбеђивала је турску власт.

## Слабљење централне власти
Турци су се задовољавали да од Египта редовно убирају порез. Унутрашња управа углавном је била поверена Мамелуцима. Почетком 17. века, Египћани су били незадовољни високим порезима (тулбах) које су плаћали. Године 1609. избио је устанак против турске власти. Угушио га је турски гувернер Кара Мехмед-паша. Друга буна избила је 1626. године због незадовољства Египћана новим турским гувернером. Цариград је био принуђен да прихвати египатске захтеве и на гувернерски престо постави Кара Мустафа-пашу. До 18. века, Мамелуци преузимају главну улогу у Египту. Функција турског паше била је само почасна. Разлози за слабљење утицаја османских паша су нејасни због недостатка поузданих турских извора из овог периода.
Године 1769. мамелучки емир Мухамед Али-бег диже устанак против турске власти. Устаници су покушали на своју страну привући Руску империју и Млетачку републику. Међутим, устанак је завршен неуспехом, а Али-бег је погинуо 1773. године. Његово место заузима Мурат-бег. Он се, међутим, морао за власт борити са другим претендентима што је Турцима олакшало да обнове своју власт 1786. године. Борба између Турака и Мамелука над Египтом је настављена. Мурат-бег је погинуо, а наследио га је Ибрахим-бег.

## Француска окупација Египта
Године 1798. Наполеон Бонапарта покреће поход на Египат. Циљ Француске републике био је да одсече везе Британије са својом најзначајнијом колонијом — Индијом. Након окупације Малте, Наполеон се 1. јула искрцава у Африку. Мамелуци нису били у стању да га зауставе. Већ следећег дана заузета је Александрија, а 21. јула Наполеон наноси пораз Мамелуцима у великој бици код пирамида. Међу Мамелуцима дође до међусобних сукоба, а Наполеон за то време освоји Каиро. Египћанима се представљао као ослободилац од мамелучке тираније и обнављач султанове власти у Египту. Међутим, Египћани нису били спремни за сарадњу. Чак је и сам султан приступио Другој коалицији. Након ратовања у Сирији, Наполеон је принуђен да се 1799. године повуче из Египта и остави команду генералу Клеберу.

## Мухамед Али и његови наследници
Удружене британско-турске армије приморале су Французе да 1801. године напусте Египат. Турци су потом кренули у борбу са мамелучким емирима. У борбама се нарочито истакао Мухамед Али који 1805. године добија титулу намесника Египта. Мухамед Али је творац модерне египатске државе. Године 1811. извршио је покољ над мамелучким емирима. За рачун султана борио се против Вахабита и Грка. Тридесетих година је повео два рата против самог турског султана изборивши се за наследну титулу намесника. Умро је 1849. године. Под његовим наследницима Египат пада под утицај европских држава, пре свега Велике Британије. Године 1869. завршена је изградња Суецког канала, једне од стратешки најзначајнијих тачака света. Две године раније, Исмаил-паша Египатски је од султана купио титулу кедива, а Египат је проглашен кедиватом. Протести због превласти странаца у Египту довели су до избијања Англо-египатског рата (1882). Египћани су поражени, а Британци у Каиру оснивају конзулат који је за њихов рачун управљао државом. Египат се сада налазио у парадоксалној ситуацији. Званично је и даље био део Османског царства, али је њиме управљао вицекраљ (кедив) независан од Истанбула који је, заправо, био под политичком и војном контролом Велике Британије.

## Крај османске власти
Први светски рат избио је крајем јула 1914. године. Већ 5. августа, египатска влада је објавила документ који је у суштини значио објаву рата Централним силама. Како је Османско царство стало на страну Немачке и Аустроугарске, Британци су и формално прогласили крај турском суверенитету и увели свој протекторат у Египат. Проглашен је Египатски султанат.